# Fink
Fink es un proyecto que tiene como objetivo brindar el software libre de los sistemas operativos de tipo Unix al sistema Mac OS X. Se basa en dos procesos u objetivos: 
- El proceso de "porting", o generación de puertos, que consiste en modificar el software existente de Código Abierto (Open Source) de tal manera que pueda compilarse y ejecutarse en Mac OS X.
- El proceso de "packaging", o empaquetamiento, convierte el resultado del primer objetivo en una distribución que se asemeje a lo que el usuario de Linux está acostumbrado, disponible para el usuario casual de manera coherente y cómoda.

El proyecto ofrece paquetes binarios precompilados así como un sistema de construcción-desde-la-fuente automatizado. Fink es un sistema de gestión de paquetes que facilita el acceso completo al mundo Open Source a los usuarios de Darwin y Mac OS X. 
Descarga las versiones originales del código fuente, las modifica si es necesario, las configura para Darwin y las compila e instala. La información sobre los paquetes disponibles y las modificaciones necesarias (las descripciones del paquete -"package descriptions"-) se mantienen de forma separada pero se incluyen normalmente con las distribuciones. El código fuente actual se puede descargar de Internet si es necesario. 
Aunque Fink no se puede considerar "maduro", tiene asperezas y carece de algunas características, es utilizado con éxito por un gran número de personas. 
Fink es distribuido bajo los términos de la licencia GNU General Public License y GFDL. 
Para lograr estos objetivos Fink depende de las herramientas de manejo de paquetes producidas por el proyecto Debian (dpkg, dselect y apt-get). Además, Fink agrega si propio manejador de paquetes, llamado fink. Se puede ver fink como una máquina de construir, toma las descripciones de un paquete y produce un archivo .deb binario. En el proceso, descarga el código fuente original desde Internet, lo parchea de ser necesario, y luego ejecuta el proceso de configurarlo y compilarlo. Finalmente, consolida el resultado en un paquete que está listo para ser instalado por dpkg. 
Dado que Fink descansa encima del Mac OS X, posee una política estricta de no interferir con el sistema base. Como resultado, Fink maneja un árbol de directorios separado y provee la infraestructura para hacerlo fácil de usar, siendo esta es una de sus virtudes ya que permite eliminar la aplicación y todo lo que hayamos instalado tirando el directorio a la papelera o mediante la aplicación Terminal.
En contra del uso de Fink tenemos que instala bibliotecas ya existentes en Mac OS X o que la mayoría de los paquetes compilados necesitan de X11 para funcionar. Incluso se llega, en algunos casos, a "exigir" el uso de versiones de X11 distintas a la que viene con Mac OS X.

## Historia del proyecto
El proyecto Fink, iniciado por Christoph Pfisterer, comenzó en diciembre de 2000 con dos objetivos: portar el software de Unix a Mac OS X y hacerlo instalable. Como un sistema de gestión de paquetes completo, basado en herramientas del sistema Debian, instala y desinstala paquetes, averigua las dependencias, instala los paquetes que son necesarios, actualiza los paquetes, etc. 
A comienzos de 2002 aparece el proyecto DarwinPorts con unos objetivos similares. 
Mientras que DarwinPorts tenía menos paquetes disponibles que Fink, las actualizaciones eran más frecuentes. Los dos gestores de paquetes pueden coexistir en el mismo sistema. 
En junio de 2003, Fink, Gentoo y DarwinPorts anuncian la formación de una alianza de desarrollo, la iniciativa MetaPkg. Sus proyectos compartirían información para evitar la duplicación de esfuerzos y facilitar el desarrollo de los mismos. Sin embargo, desde el anuncio ninguna información interesante ha sido añadida a la web del proyecto. No significa que MetaPkg este muerta ya que los desarrolladores de Gentoo, Fink y DarwinPorts siguen trabajando juntos e intercambiando conocimientos mediante chat.
Una curiosidad es que el término elegido, Fink, es de origen alemán, corresponde a una clase de pájaro, y fue elegida por su relación con Darwin.

## Desarrollo
Hay dos ramas del proyecto: una estable y otra experimental. 
Desde los depósitos CVS del proyecto en SourceForge podemos encontrar ambos trabajos para la versión de Mac OS X que estemos utilizando.

## Estructuras organizativas/asociativas o de decisión
El proyecto Fink está basado en las aportaciones de un grupo de voluntarios. Cada paquete tiene un Maintainer (mantenedor) que se responsabiliza de la evolución y funcionamiento del mismo.
Como “cabeza” visible del proyecto existe el Fink Core Team, responsable último de las líneas del proyecto. 
En la actualidad forman el Fink Core Team:
- Max Horn
- Daniel Macks
- David R. Morrison
- Benjamin Reed
- Dave Vasilevsky

Es posible colaborar con el proyecto mediante aportes en varios campos: 
- Feedback: información de los usuarios tras la utilización del software puesto a su disposición por el proyecto. Dicha información se puede comunicar mediante las listas de correo, los trackers de SourceForge o directamente a los Maintainers.
- Soporte: la gente con experiencia puede resolver los problemas que se plantean en las listas de correo del proyecto.
- Testeo: usando los paquetes que aparecen en la lista de paquetes que necesitan ser testeados y mandando la información obtenida a los Maintainers o a las listas de correo.
- Documentación: escribiendo documentación para el proyecto bajo licencia GFDL.
- Creación de paquetes.

## Estado
Fink 0.8.1 para Mac OS X 10.4 (procesadores PowerPC e Intel) ha sido liberado el 15 de junio de 2006. Dicha liberación incluye paquetes en código fuente, así como instaladores binarios. 
Existen otras versiones disponibles para las versiones anteriores de Mac OS X: 
- Mac OS X 10.3: Fink-0.7.2-Installer.dmg
- Mac OS X 10.2: Fink-0.6.4-Installer.dmg está disponible.
- Mac OS X 10.1: Fink-0.4.0-Installer.dmg está disponible.

## Radiografía
La versión 0.8.1 de Fink cuenta con casi 21.500 líneas de código, identificadas mediante el programa SLOCCount, una cifra que según el modelo COCOMO requeriría un esfuerzo para producir un software de este tamaño de 5 personas-año. La estimación que facilita SLOCCount en cuanto al tiempo que tardaría una empresa en tener un software como Fink es de un año. El número de desarrolladores que se necesitarían en paralelo sería de poco más de 5.
Considerando que el salario aproximado de un desarrollador USA es de 56.286$ y que el índice corrector de gasto (luz, marketing, teléfono, etc) es de 2.40, el coste estimado de este software sería de 674.168$.
| Página web                                                  | http://www.finkproject.org/ |
| Inicio del proyecto                                         | 2000                        |
| Versión actual                                              | 15 de junio de 2006         |
| Líneas de código fuente                                     | 21.409                      |
| Esfuerzo estimado de desarrollo (persona-año / persona-mes) | 4.99 / 59.89                |
| Estimación de tiempo (años)                                 | 0.99                        |
| Estimación del nº de desarrolladores en paralelo            | 5.06                        |
| Estimación de coste                                         | 674.168$                    |

Con respecto a los lenguajes de programación utilizados en este proyecto, sólo tenemos dos: Perl y Sh.
| Lenguaje | Líneas de código | %      |
| -------- | ---------------- | ------ |
| Perl     | 13477            | 62.95% |
| Sh       | 7932             | 37.05% |

## Recursos
El proyecto Fink está albergado por SourceForge que provee los siguientes recursos al mismo: 
- Página de resumen del proyecto
- Reporte o revisión de bugs
- Solicitudes de un paquete que no está en Fink
- Solicitar una característica que no tenga Fink (el programa en sí)
- Someter un nuevo paquete a Fink (desarrolladores non-core)
- Someter un patch para fink (el programa)
- Listas de Correo
- CVS (de navegación en línea, instrucciones de acceso)

Existe un recurso fuera de SourceForge que es The Fink developer wiki.

## Versiones
Mac OS X 10.4
- Fink-0.8.1-Intel-Installer.dmg está disponible.
- Fink-0.8.1-PowerPC-Installer.dmg está disponible.
- Fink-0.8.0-Installer.dmg descargada 272907 veces.

Mac OS X 10.3
- Fink-0.7.2-Installer.dmg está disponible.
- Fink-0.7.1-Installer.dmg descargada 216556 veces.
- Fink-0.7.0-Installer.dmg descargada 131165 veces.

Mac OS X 10.2
- Fink-0.6.4-Installer.dmg está disponible.
- Fink-0.6.3-Installer.dmg descargada 37077 veces.
- Fink-0.6.2-Installer.dmg descargada 102211 + 37132 veces.
- Fink-0.6.1-Installer.dmg descargada 25403 veces.
- Fink-0.5.3-Installer.dmg descargada 57596 veces.
- Fink-0.5.2-Installer.dmg descargada 33665 veces.
- Fink-0.5.1-Installer.dmg descargada 70330 veces.
- Fink-0.5.0a-Installer.dmg descargada 41410 veces.

Mac OS X 10.1
- Fink-0.4.0-Installer.dmg está disponible.
- Fink-0.3.2a-installer.dmg.gz descargada 90804 veces.
- Fink-0.3.1-installer.dmg.gz descargada 24337 veces.
- Fink-0.3.0-installer.dmg.gz descargada 23158 veces.